# Rasmus Peter Frandsen
Rasmus Peter Frandsen (17. april 1886 i Årslev − 5. december 1974 i Næstved) var en dansk roer, der deltog i Sommer-OL 1912, hvor han sammen med de øvrige medlemmer af den danske besætning vandt bronze i firer med styrmand, outrigger.